# Заручевье (Струго-Красненский район)
Заручевье — деревня в Струго-Красненском районе Псковской области России. Входит в состав сельского поселения «Марьинская волость».

## География
Находится на северо-востоке региона, в  северо-западной части  района, в лесной местности у реки Узминка, около д.Узьмино, озёр Чёрное и Бельское . Произрастает ольха, берёза.
Уличная сеть не развита.

## История
Согласно Закону Псковской области от 28 февраля 2005 года  деревня Заручевье вошла в состав образованного муниципального образования Сиковицкая волость.
До апреля 2015 года деревня Заручевье входила в  Сиковицкую волость.
В соответствии с Законом Псковской области от 30 марта 2015 года № 1508-ОЗ   деревня Заручевье, вместе с другими селениями упраздненной Сиковицкой волости, вошла в состав образованного муниципального образования «Марьинская волость».

## Население
| 2001 | 2002 | 2010 | 2011 |
| ---- | ---- | ---- | ---- |
| 2    | ↗4   | ↘2   | ↘1   |

## Инфраструктура
Личное подсобное хозяйство. Вывоз леса, деревообработка.
Почтовое отделение, обслуживающее д. Заручевье, — 181114; расположено в бывшем волостном центре д. Сиковицы.

## Транспорт
Просёлочные дороги .